# Maurice Weed
Maurice James Weed (Kalamazoo, 16 oktober 1912 – 1 augustus 2005) was een Amerikaans componist en muziekpedagoog.

## Levensloop
Weed studeerde aan Western Michigan University in Kalamazoo onder andere compositie bij H. Owen Reed en hij behaalde zijn Bachelor of Arts aldaar. Dan wisselde hij aan de befaamde Eastman School of Music, Rochester, New York en behaalde zijn Bachelor of Music, Master of Music en promoveerde tot Ph.D. in compositie. Zijn leraren aan dit conservatorium van de University of Rochester waren Edward Royce, Burrill Phillips, Bernard Rogers en Howard Hanson. 
Hij was muziekpedagoog en Supervisor voor instrumentale muziek voor de Iona Michigan Public Schools van 1934 tot 1936 en voor de Three Rivers Michigan Public Schools van 1937 tot 1943. Van 1946 tot 1951 was hij docent aan het Ripon College in Wisconsin en ging aansluitend als docent voor muziektheorie aan de Eastman School of Music. In 1954 werd hij als hoofd van de muziekafdeling en professor aan de Northern Illinois University in DeKalb, Illinois, beroepen en bleef in deze functie tot 1974. Nog eens wisselde hij aan de Western Carolina University in Cullowhee (North Carolina) en ging 1975 met pensioen. 
Een bekende leerling van hem is Jared Spears.
Naast zijn inspanning als muziekpedagoog schreef hij ook als componist meer dan 65 werken voor een breed spectrum van ensembles en instrumenten. Zijn werken werden uitgevoerd in de concerthal van de Eastman School of Music, de Carnegie Hall in New York, de Constitution Hall in Washington, D.C. en vele andere concertgebouwen. Zijn werken werden onderscheiden met de National Symphony Orchestra's 25th anniversary award in 1956, met de Ostwald Award van de American Bandmasters Association (ABA) in 1959, met een eerste prijs in de MacDowell fellowship competition in 1961, de J. Fisher & Bro. Centennial award in 1964 en de Pedro Paz award in 1966.
Op latere leeftijd woonde Weed met zijn familie in Asheville (North Carolina). Hij overleed in 2005.

## Composities

### Werken voor harmonieorkest
- 1951 American Spirit, ouverture
- 1959 Introduction and Scherzo (in 1959 winnaar van de Ostwald Award van de American Bandmasters Association)
- 1966 Symphonic Rondo
- 1968 Vestigia nulla Retrorsum

### Werken voor koor
- Psalm XIII, voor gemengd koor en orgel

### Kamermuziek
- Serenity, voor fluit, hobo, klarinet in Bes, fagot, hoorn, harp, viool, altviool en cello
- Variations on a jolly tune, voor blazerskwintet